# 山虾目
山虾目（学名：Anaspidacea）为软甲纲的一个目。

## 下级分类
本科包括以下属：
- 山虾科 Anaspididae
- 掘虾科 Koonungidae
- 拟山虾科 Psammaspidae
- 绿山虾科 Stygocarididae